# Карин и Ари
Карин и Ари (Карин и её собака) (фр. Karine et Ari) — французский комедийный телесериал, снятый в 1996 компанией Alya productions при участии канала TF1 по идее Паскаля Банку и Доминика Мезеретта. Демонстрировался с 25 марта 1996 на TF1, затем ретранслировался каналом AB1 и другими сетями группы AB Productions.
В России был показан в 1996—1997 на канале ОРТ под названием «Карин и её собака».

## Сюжет
Студентка Карин нанимается няней в семью ученого-астронома Антуана Рихтера, жена которого отбыла в продолжительную океанскую экспедицию, и не может присматривать за детьми: Матье и Сериз. Ученица тибетских лам, обладающая способностями к телепатии и телекинезу, Карин поселяется в доме Рихтеров вместе со своей собакой — бассет-хаундом по имени Ари (Аристотель), который является реинкарнацией давно умершего человека и также умеет мысленно общаться с хозяйкой.

## В ролях
- Флоранс Жанти — Карин Рей
- Франсуа Бурсье — Антуан Рихтер
- Анаис Вагнер — Сериз Рихтер
- Ноам Моргенстерн — Матье Рихтер
- Мари-Лоранс Тарта — Элизабет Марсо
- Франсуа Ше — Мартен Марсо
- Раймон Жером — Эдуар Марсо
- Эвелин Гранжан — Эме Марсо
- Кароль Фантони — Оливия
- Серж Совьон — Ари (голос)

## Эпизоды
1. Та, кого следовало взять (Celle qu'il fallait prendre)
2. Ясновидящая (Extra lucide)
3. Сверходарённый (Le surdoué)
4. Голова в облаках (La tête dans les etoiles)
5. Невыносимая тётя (Une tante encombrante)
6. Вива Маргарита! (Vive Marguerite!)
7. Шокирующее вселение (La squatteuse de choc)
8. Фиктивный брак (Mariage blanc)
9. Ангелочек (Le petit ange)
10. Расщеплённая богиня (La Déesse éclatée)
11. Золушка (Cinderella)
12. Паразит (Le parasite)
13. Первая депрессия (Prime de déprime)
14. День рождения папы (L'anniversaire de papa)
15. Русская звезда (L'étoile russe)
16. Шулерский покер (Poker menteur)
17. Невеста Матье (La fiancée de Mathieu)
18. Big Bang
19. Вот моя кузина Сабина! (Sabine, c'est ma cousine!)
20. Пёс по кличке Ари (Un cabot nomme Ari)
21. Позеленение (Mise au vert)
22. Великий Джей (Le grand Jey)
23. Циклон Полина (Le cyclone Pauline)
24. Несостоявшаяся помолвка (Le vrai-faux mariage)
25. Возвращение Оливии (Le retour d'Olivia)
26. Война Рихтеров (La guerre des Richter)
27. Возвращение Мартена Марсо (Le retour de Martin Marceau)
28. Война полов (La guerre des sexes)
29. Морис (Maurice)
30. Конкурс животных (Bête à concours)
31. Большой отъезд (Le grand départ)
32. Новости от Катрин (Des nouvelles de Catherine)
33. Топ-модель на день (Top modèle d'un jour)
34. Начальница (La chef)
35. Гадание (La bonne aventure)
36. Препод (La prof)
37. Поклонница (L'amoureuse)
38. Явление нового Антуана (L'Antoine nouveau est arrive)
39. Шестое чувство (Le sixième sens)
40. Фальшивая семья (Une famille en toc)
41. Сабина контратакует (Sabine contre-attaque)
42. Алло, мама (Allô maman)
43. Синий Мартен (Bleu Martin)
44. Проходящая хворь (Un mal passager)
45. Авария (La panne)
46. Беглец (Le fugueur)
47. Домашний гений (Génie à domicile)
48. Чемпион (Champion)
49. Радио скандал (Radio chahut)
50. Мир наоборот (Le monde a l'envers)
51. Система звёзд (Système star)
52. Ари — владелец замка (Ari chatelain)